# Islamitische Wederopstandingspartij van Tadzjikistan
De Islamitische Wederopstandingspartij van Tadzjikistan is een Tadzjikistaanse politieke partij. Tot 2015 was het de enige legale islamitische partij in Centraal-Azië. Sindsdien is de partij verboden.

## Geschiedenis
De Wederopstandingspartij ontstond in 1990, in de nadagen van de Sovjet-Unie. De Wederopstandingspartij was een van de groepen die in 1992 tegen de regering in opstand kwam, samen met verschillende liberaal-democratische groepen en een mengelmoes van regionale clans en milities. In 1993 werd de partij officieel verboden door de regering. Na de vredesbesprekingen in 1997, die het einde betekenden van de burgeroorlog, werd de partij weer legaal verklaard. 
In 1999 was het qua grootte de tweede partij van Tadzjikistan. Tijdens de verkiezingen in 2005 haalde de partij 8 procent van de stemmen en verkreeg daarmee 2 van de 63 parlementszetels. Partijleider Said Abdullo Noeri overleed in 2006 aan kanker. Hij werd opgevolgd door Muhiddin Kabiri, die in 2015 in ballingschap ging.
De partij verdween na de verkiezingen in 2015 uit het parlement doordat ze de kiesdrempel van 5 procent niet haalde. In datzelfde jaar merkte de Tadzjikistaanse regering de partij aan als terroristische organisatie. Zij beschuldigde de Wederopstandingspartij van pogingen tot het plegen van een staatsgreep. Ook stelde de regering dat de partij achter een aanval op de luchthaven in de hoofdstad Doesjanbe en een aanval op een groep fietstoeristen in 2018 zat, waarbij vier doden vielen. De Wederopstandingspartij heeft altijd ontkend achter de aanslagen te hebben gezeten. De aanslag op de fietstoeristen werd bovendien opgeëist door ISIS in een video, waarin de daders te zien waren die trouw zwoeren aan de groep en haar leider Abu Bakr al-Baghdadi.

## Kenmerken
De Wederopstanding is puur soennitisch van aard, net als het merendeel van de bevolking van Tadzjikistan. Naast het parlementaire werk houdt de partij zich veel bezig met sociaal werk. De partij claimt veertigduizend leden te hebben. De partij is voorstander van de Tadzjiekse taal herinvoeren in het Arabische schrift.